# Radio Egida
Studenckie Studio Radiowe „Egida” – działająca od 1969 roku studencka stacja radiowa Uniwersytetu Śląskiego, mająca swoją siedzibę w Katowicach, początkowo na terenie osiedla akademickiego w dzielnicy Ligota-Panewniki, od 2024 w spinPLACE, przy ulicy Bankowej w dzielnicy Śródmieście.
Radio nadaje swoje audycje w ciągu całego roku, z wyjątkiem lipca i sierpnia, przez cały tydzień w godzinach porannych, popołudniowych i nocnych.

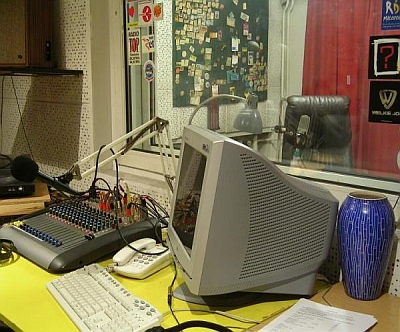
Studio Radia Egida na przełomie XX i XXI wieku

## Historia
Studenckie Studio Radiowe Egida powstało 21 listopada 1969 roku. NA początku swojego istnienia ma ono swoją siedzibę w Domu Studenta nr 1 przy ul. Studenckiej 15 na osiedlu akademickim w Katowicach-Ligocie. Od początku istnienia do końca lat 90. XX wieku rozgłośni można było słuchać jedynie w akademikach Uniwersytetu Śląskiego w Katowicach-Ligocie za pomocą specjalnych głośników radiowęzłowych zamontowanych w pokojach. W 1973 roku Egida uzyskała status Studenckiego Studia Radiowego. W późniejszym okresie główny nacisk kładziono na działalność internetową. W październiku 2015 roku Studenckie Radio Egida nadawało w eterze na terenie Katowic na 96,9 FM.
W latach 70. i 80. Radio Egida było wielokrotnie nagradzane na przeglądach reportaży.
W lutym 2024 roku Uniwersytet Śląski otworzył centrum kreatywności i coworkingu spinPLACE przy ulicy Bankowej 5, którego częścią było studio dźwiękowe, powstające z myślą o byciu nową siedzibą Radia Egida. Później tego roku siedziba radia została przeniesiona.
17 marca 2025 roku uruchomiono emisję naziemną stacji w katowickim multipleksie DAB+ operatora BCAST.

## Znane osobistości
W Egidzie karierę dziennikarską zaczynali m.in. Tomasz Stankiewicz (Wprost), Aleksander Roj (TVP Sport), Sara Kalisz (TVP Sport), Kamil Durczok, Henryk Grzonka (pełniący również funkcję redaktora naczelnego) czy Marek Czyż. Także raper Bob One był członkiem tej rozgłośni w czasie studiów. Najdłużej pełniącym funkcję redaktora naczelnego (11 lat) był Maciej Rzońca (1989–2000).